# Молостовы
Братья Васи́лий и Кузьма́ Мо́лостовы (1885г, 1883г — декабрь 1905 года, Перово) — русские рабочие, участники революции 1905—1907 годов.
Братья Молостовы жили в Перово (ныне в составе Москвы), работали токарями в Перовских вагоноремонтных мастерских. В 1905 году Кузьме было 22 года, Василию – 20 лет. Принимали активное участие в революционных событиях 1905 года, к началу Декабрьского восстания состояли в боевой дружине Московско-Казанской железной дороги. После подавления восстания в квартире Молостовых провели обыск, однако ничего не нашли. Вскоре братья были расстреляны карательной экспедицией на станции Перово. Обстоятельства гибели братьев описаны в книге В. Владимирова «Карательная экспедиция отряда лейб-гвардии Семеновского полка в декабрьские дни на Московско-Казанской жел. дор.».

## Память
В 1963 году в честь братьев Молостовых была названа улица в Перово между улицами Плеханова и Плющева. В 1968 году эта улица была упразднена, но уже на следующий год имя Молостовых присвоили новой улице в этом районе.